# Egerészni jó
Az Egerészni jó a Frakk, a macskák réme című rajzfilmsorozat első évadjának negyedik része.

## Cselekmény
Károly bácsiék házába beköltöznek az egerek, miután elterjed a híre, hogy az ottani macskák egyáltalán nem szeretnek egerészni, így ez a ház biztonságos számukra. Frakknak kell megreguláznia a macskákat, hogy azok megszabadítsák őket a kártevőktől.

## Alkotók
- Rendezte: Cseh András, Macskássy Gyula
- Írta: Bálint Ágnes
- Zenéjét szerezte: Pethő Zsolt
- Hangmérnök: Bársony Péter
- Vágó: Czipauer János
- Tervezte: Várnai György
- Háttér: Szálas Gabriella
- Asszisztens: Spitzer Kati
- Színes technika: Dobrányi Géza, Fülöp Géza
- Gyártásvezető: Ács Karola
- Produkciós vezető: Gyöpös Sándor, Kunz Román

Készítette a Magyar Televízió megbízásából a Pannónia Filmstúdió

## Szereplők
- Frakk: Szabó Gyula
- Lukrécia: Schubert Éva
- Szerénke: Váradi Hédi
- Károly bácsi: Rajz János
- Irma néni: Pártos Erzsi
- Egbert: Szatmári István
- Egbert felesége: Faragó Sári